# DDR-Meisterschaften im Turnen 1984

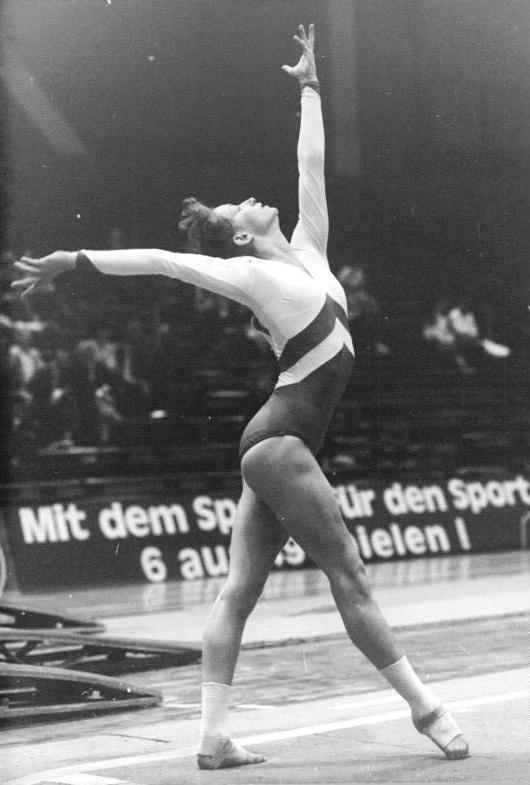
Die Dritte im Mehrkampf Birgit Senff sicherte sich die Titel im Sprung und am Schwebebalken.

Die DDR-Meisterschaften im Turnen wurden 1984 zum 35. Mal ausgetragen und fanden vom 29. Mai bis 3. Juni in der Leipziger Messehalle 7 statt. Erstmals waren die Meisterschaften mit den Titelkämpfen in der Rhythmischen Sportgymnastik gekoppelt. Im Mehrkampf verteidigte Jens Fischer vom SC Cottbus seinen Titel aus dem Vorjahr erfolgreich und Maxi Gnauck vom SC Dynamo Berlin sicherte sich nach 1981 und 1982 ihrem dritten Titel.

## Männer
Mehrkampfprogramm: Pflicht 29. Mai, Kür 30. Mai und Mehrkampffinale 1. Juni – 19.00 Uhr

### Mehrkampf

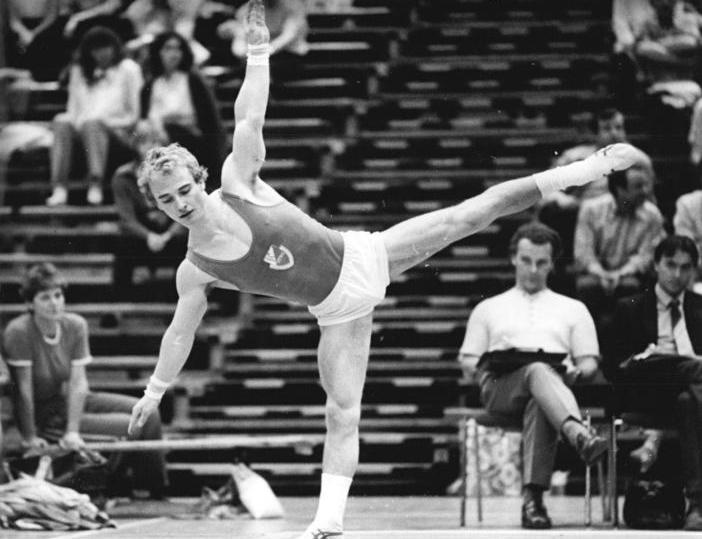
Jens Fischer sicherte sich den Titel im Mehrkampf und am Barren.

Erfolgreich konnte Jens Fischer seinen Titel verteidigen und verwies dabei seinen Klubkameraden Sylvio Kroll wie im Vorjahr auf den zweiten Rang. Fischer der mit 116.450 Punkten einen neuen Mehrkampf-Punkterekord aufstellte, verbesserte die alte Bestmarke von Klaus Köste aus dem Jahr 1968. Kroll und der Dritte, der Potsdamer ASK-Turner Holger Behrendt, überboten mit ihren Mehrkampfnoten noch den alten Rekord.
| Pl. | Name            | Verein               | Punkte  |
| --- | --------------- | -------------------- | ------- |
| 1   | Jens Fischer    | SC Cottbus           | 116,450 |
| 2   | Sylvio Kroll    | SC Cottbus           | 115,875 |
| 3   | Holger Behrendt | ASK Vorwärts Potsdam | 115,775 |
| 4   | Roland Brückner | SC Dynamo Berlin     | 115,525 |
| 5   | Thorsten Mettke | SC Dynamo Berlin     | 114,650 |
| 6   | Ralf Quast      | ASK Vorwärts Potsdam | 114,625 |

Der nach der Pflicht führende Frank Bouchard vom SC DHfK Leipzig konnte wegen einer Verletzung nicht mehr zur Kür antreten.

### Gerätefinals
Datum: 3. Juni – 15.00 Uhr

Mehrkampfmeister Jens Fischer verteidigte seinen Titel am Barren, wie Roland Brückner am Boden. Die anderen Titel sicherten sich Holger Behrendt am Pauschenpferd und an den Ringen sowie Sylvio Kroll am Reck und zusammen mit Bernd Jensch im Sprung.

#### Boden
| Pl. | Name               | Verein               | Punkte |
| --- | ------------------ | -------------------- | ------ |
| 1   | Roland Brückner    | SC Dynamo Berlin     | 19,700 |
| 2   | Andreas Eichelbaum | SC Dynamo Berlin     | 19,525 |
| 3   | Jens Fischer       | SC Cottbus           | 19,475 |
| 4   | Sylvio Kroll       | SC Cottbus           | 19,425 |
| 5   | Thorsten Mettke    | SC Dynamo Berlin     | 19,400 |
| 6   | Norbert Tronicke   | SC Karl-Marx-Stadt   | 19,375 |
| 7   | Holger Behrendt    | ASK Vorwärts Potsdam | 19,275 |
| 7   | Bernd Jensch       | ASK Vorwärts Potsdam | 19,275 |

#### Pauschenpferd
| Pl. | Name                 | Verein               | Punkte |
| --- | -------------------- | -------------------- | ------ |
| 1   | Holger Behrendt      | ASK Vorwärts Potsdam | 19,675 |
| 2   | Sten Köplin-Fritsche | SC Dynamo Berlin     | 19,600 |
| 3   | Hegewald             | SC DHfK Leipzig      | 19,350 |
| 4   | Frank Andrä          | SC DHfK Leipzig      | 19,325 |
| 5   | Ralf Quast           | ASK Vorwärts Potsdam | 19,275 |
| 6   | Roland Brückner      | SC Dynamo Berlin     | 19,225 |
| 6   | Thorsten Mettke      | SC Dynamo Berlin     | 19,225 |
| 8   | Mario Reichert       | ASK Vorwärts Potsdam | 19,025 |

#### Ringe
| Pl. | Name            | Verein               | Punkte |
| --- | --------------- | -------------------- | ------ |
| 1   | Holger Behrendt | ASK Vorwärts Potsdam | 19,625 |
| 2   | Jens Fischer    | SC Cottbus           | 19,575 |
| 3   | Hubert Brylok   | SC Chemie Halle      | 19,400 |
| 4   | Bernd Jensch    | ASK Vorwärts Potsdam | 19,325 |
| 5   | Roland Brückner | SC Dynamo Berlin     | 19,300 |
| 6   | Ulf Hoffmann    | SC Dynamo Berlin     | 19,225 |
| 7   | Thorsten Mettke | SC Dynamo Berlin     | 19,175 |
| 7   | Sylvio Kroll    | SC Cottbus           | 19,175 |

#### Sprung
| Pl. | Name             | Verein               | Punkte |
| --- | ---------------- | -------------------- | ------ |
| 1   | Sylvio Kroll     | SC Cottbus           | 19,575 |
| 1   | Bernd Jensch     | ASK Vorwärts Potsdam | 19,575 |
| 3   | Jens Fischer     | SC Cottbus           | 19,525 |
| 4   | Ralf Quast       | ASK Vorwärts Potsdam | 19,325 |
| 5   | Thorsten Mettke  | SC Dynamo Berlin     | 19,300 |
| 6   | Norbert Tronicke | SC Karl-Marx-Stadt   | 19,275 |
| 7   | Holger Reier     | SC Cottbus           | 19,150 |
| 8   | Holger Behrendt  | ASK Vorwärts Potsdam | 19,025 |

#### Barren
| Pl. | Name            | Verein               | Punkte |
| --- | --------------- | -------------------- | ------ |
| 1   | Jens Fischer    | SC Cottbus           | 19,475 |
| 2   | Sylvio Kroll    | SC Cottbus           | 19,450 |
| 3   | Bernd Jensch    | ASK Vorwärts Potsdam | 19,100 |
| 4   | Ulf Hoffmann    | SC Dynamo Berlin     | 19,025 |
| 5   | Ralf Quast      | ASK Vorwärts Potsdam | 18,850 |
| 6   | Roland Brückner | SC Dynamo Berlin     | 18,575 |
| 7   | Hubert Brylok   | SC Chemie Halle      | 18,450 |
| 8   | Frank Andrä     | SC DHfK Leipzig      | 18,425 |

#### Reck
| Pl. | Name                 | Verein               | Punkte |
| --- | -------------------- | -------------------- | ------ |
| 1   | Sylvio Kroll         | SC Cottbus           | 19,725 |
| 2   | Sten Köplin-Fritsche | SC Dynamo Berlin     | 19,600 |
| 3   | Ralf Quast           | ASK Vorwärts Potsdam | 19,575 |
| 4   | Holger Reier         | SC Cottbus           | 19,425 |
| 5   | Andreas Eichelbaum   | SC Dynamo Berlin     | 19,325 |
| 6   | Roland Brückner      | SC Dynamo Berlin     | 19,250 |
| 7   | Jens Fischer         | SC Cottbus           | 18,950 |
| 8   | Ulf Hoffmann         | SC Dynamo Berlin     | 18,700 |

## Frauen
Mehrkampfprogramm: Pflicht 29. Mai, Kür 31. Mai und Mehrkampffinale 2. Juni – 19.00 Uhr

### Mehrkampf
Die Berlinerin Maxi Gnauck gewann den Titel im Mehrkampf, vor den beiden Leipzigerinnen Bettina Schieferdecker und Birgit Senff. Auch sie stellte einen neuen Mehrkampf-Punkterekord auf, in dem sie die 78,90 Punkte von Erika Zuchold aus dem Jahr 1968 mit ihren 78,975 Punkten überbot.
| Pl. | Name                   | Verein                    | Punkte |
| --- | ---------------------- | ------------------------- | ------ |
| 1   | Maxi Gnauck            | SC Dynamo Berlin          | 78,975 |
| 2   | Bettina Schieferdecker | SC Leipzig                | 78,225 |
| 3   | Birgit Senff           | SC Leipzig                | 78,200 |
| 4   | Franka Voigt           | ASK Vorwärts Frankfurt/O. | 77,250 |
| 5   | Sylvia Rau             | SC Dynamo Berlin          | 77,175 |
| 6   | Astrid Heese           | ASK Vorwärts Frankfurt/O. | 77,000 |

### Gerätefinals
Datum: 3. Juni – 15.00 Uhr

Nach ihrer Titelverteidigung im Sprung, gewann Birgit Senff  noch am Schwebebalken. Maxi Gnauck sicherte sich nach dem Sieg im Mehrkampf noch die Titel am Stufenbarren und am Boden, wo sie jeweils die Höchstnote 10 bekam.

#### Sprung
| Pl. | Name                   | Verein                    | Punkte |
| --- | ---------------------- | ------------------------- | ------ |
| 1   | Birgit Senff           | SC Leipzig                | 19,750 |
| 2   | Franka Voigt           | ASK Vorwärts Frankfurt/O. | 19,550 |
| 3   | Maxi Gnauck            | SC Dynamo Berlin          | 19,500 |
| 4   | Bettina Schieferdecker | SC Leipzig                | 19,425 |
| 5   | Susen Tiedtke          | SC Dynamo Berlin          | 19,325 |
| 6   | Astrid Heese           | ASK Vorwärts Frankfurt/O. | 19,200 |
| 7   | Sylvia Rau             | SC Dynamo Berlin          | 19,075 |
| 8   | Jana Vogel             | SC Leipzig                | 18,800 |

#### Stufenbarren
| Pl. | Name                   | Verein                    | Punkte |
| --- | ---------------------- | ------------------------- | ------ |
| 1   | Maxi Gnauck            | SC Dynamo Berlin          | 19,975 |
| 2   | Bettina Schieferdecker | SC Leipzig                | 19,825 |
| 3   | Birgit Senff           | SC Leipzig                | 19,750 |
| 4   | Franka Voigt           | ASK Vorwärts Frankfurt/O. | 19,525 |
| 5   | Sylvia Rau             | SC Dynamo Berlin          | 19,450 |
| 6   | Jana Vogel             | SC Leipzig                | 19,200 |
| 6   | Astrid Heese           | ASK Vorwärts Frankfurt/O. | 19,200 |
| 8   | Jana Fuhrmann          | SC Einheit Dresden        | 19,175 |

#### Schwebebalken
| Pl. | Name                   | Verein                    | Punkte |
| --- | ---------------------- | ------------------------- | ------ |
| 1   | Birgit Senff           | SC Leipzig                | 19,775 |
| 2   | Sylvia Rau             | SC Dynamo Berlin          | 19,650 |
| 3   | Bettina Schieferdecker | SC Leipzig                | 19,625 |
| 4   | Astrid Heese           | ASK Vorwärts Frankfurt/O. | 19,575 |
| 5   | Maxi Gnauck            | SC Dynamo Berlin          | 19,550 |
| 6   | Franka Voigt           | ASK Vorwärts Frankfurt/O. | 19,075 |
| 7   | Jana Vogel             | SC Leipzig                | 18,775 |
| 8   | Wiesner                | SC Chemie Halle           | 17,850 |

#### Boden
| Pl. | Name                   | Verein                    | Punkte |
| --- | ---------------------- | ------------------------- | ------ |
| 1   | Maxi Gnauck            | SC Dynamo Berlin          | 19,875 |
| 2   | Bettina Schieferdecker | SC Leipzig                | 19,650 |
| 3   | Birgit Senff           | SC Leipzig                | 19,575 |
| 4   | Astrid Heese           | ASK Vorwärts Frankfurt/O. | 19,425 |
| 5   | Sylvia Rau             | SC Dynamo Berlin          | 19,175 |
| 6   | Susen Tiedtke          | SC Dynamo Berlin          | 18,700 |
| 7   | Wiesner                | SC Chemie Halle           | 18,625 |
| 7   | Jana Vogel             | SC Leipzig                | 18,625 |

## Medaillenspiegel
| Platz | Verein                             | Verein                    | Gold | Silber | Bronze | Total |
| ----- | ---------------------------------- | ------------------------- | ---- | ------ | ------ | ----- |
| 1     | Logo vom SC Dynamo Berlin          | SC Dynamo Berlin          | 4    | 4      | 1      | 9     |
| 2     | Logo vom SC Cottbus                | SC Cottbus                | 4    | 3      | 2      | 9     |
| 3     | Logo vom ASK Vorwärts Potsdam      | ASK Vorwärts Potsdam      | 3    | –      | 3      | 6     |
| 4     | Logo vom SC Leipzig                | SC Leipzig                | 2    | 3      | 4      | 9     |
| 5     | Logo vom ASK Vorwärts Frankfurt/O. | ASK Vorwärts Frankfurt/O. | –    | 1      | –      | 1     |
| 6     |                                    | SC DHfK Leipzig           | –    | –      | 1      | 1     |
| 6     | Logo vom SC Chemie Halle           | SC Chemie Halle           | –    | –      | 1      | 1     |
|       | Total                              | Total                     | 13   | 11     | 12     | 36    |